# Leccinum fibrillosum
Léccinum fibrillósum (лат.) — гриб из рода обабок (Leccinum) семейства болетовые (Boletaceae).

## Биологическое описание
- Шляпка 6—25 см в диаметре, широко-выпуклой формы, с возрастом становится почти плоской. Поверхность шляпки сухая, во влажную погоду липкая, красно-коричневого цвета. Край шляпки с 1—2 мм свисающего вниз продолжения кожицы.
- Мякоть плотная, белого цвета, на воздухе быстро розовеет, через несколько минут синеет до почти чёрного, без особого запаха, с приятным вкусом.
- Гименофор трубчатый, в молодом возрасте желтоватого или светло-оливкового, затем оливково-коричневого цвета, при повреждении становится коричневым.
- Ножка 7—11 см длиной и 2,5—4,5 см толщиной, булавовидной формы, покрытая чёрно-коричневыми чешуйками.
- Споровый порошок оливково-коричневого цвета. Споры 14—18×3,8—5 мкм, желто-коричневые в реактиве Мельцера. Базидии четырёхспоровые, булавовидной формы, 23—36×8—11 мкм.
- Произрастает на западе Северной Америки, группами, под хвойными породами, чаще всего под Picea engelmannii.
- Съедобен.

## Сходные виды
Отличается от большинства родственных североамериканских видов местом обитания, быстро розовеющей мякотью и свисающей кожицей по краю шляпки.